# Семь шансов
«Семь шансов» (англ. Seven Chances) — американский немой комедийный фильм 1925 года Бастера Китона. Основан на одноименной пьесе Роя Купера Мегрю, поставленной в 1916 году Дэвидом Беласко. Помимо Китона в главной роли, в фильме снимались Т. Рой Барнс, Снитц Эдвардс и Рут Дуайер. В эпизодической роли без упоминания в титрах занята Джин Артур, будущая звезда фильмов Фрэнка Капры. Первые сцены фильма сняты в цвете по ранней технологии Technicolor.
Известным трюком Китона из этого фильма является сцена с камнепадом.

## Сюжет
Джимми Шеннон (Бастер Китон) — младший партнер в брокерской фирме «Микин и Шеннон», которая находится на грани финансового краха. Шеннон пытается избежать встречи с юристом (Снитц Эдвардс), считая, что тот хочет сообщить плохие вести, но в действительности узнаёт условие завещания деда: Джимми унаследует 7 000 000 долларов, если женится не позднее 7 часов вечера 27-го дня рождения. Этот день сегодня.
Шеннон спешит к своей возлюбленной Мэри Джонс (Рут Дуайер), которая с готовностью принимает предложение руки и сердца. Однако после объяснения, почему они должны пожениться в тот же день, разрывает отношения.
Джимми возвращается в клуб, чтобы сообщить новости своему партнеру и юристу. Хотя сердце Джимми принадлежит Мэри, Микин убеждает его сделать предложение другим женщинам, чтобы спасти их обоих от разорения, а то и от тюрьмы. Он отправляет Джимми в гостиную клуба, где находится семь женщин (что и дало название фильму). Но каждая ему отказывает. В отчаянии Джимми обращается ко всем подряд, но ему отказывают все. Наконец, он находит ту, кто соглашается, но оказывается, что она несовершеннолетняя.
Тем временем, мать Мэри уговаривает её пересмотреть свое решение. Мэри пишет записку о согласии выйти замуж и с наёмным работником отправляет Шеннону.
Не зная об этом, Микин публикует в газете объявление о затруднительное положение своего партнёра, прося потенциальных невест подойти в церковь на Брод-стрит к 17:00. К церкви стекаются толпы женщин в фате. Когда они замечают заснувшего на скамейке Джимми, начинается драка. Появляется священник и объявляет, что считает всю затею розыгрышем. В ярости женщины гонятся за Джимми. Скрываясь, он получает записку Мэри. Он мчится к дому Мэри, преследуемый разъяренными женщинами, по пути вызывая камнепад, который отгоняет толпу.
Добравшись до дома Мэри, Шеннон встречает Микина, на часах которого уже семь вечера. Джимми опоздал на несколько минут. Мэри всё равно готова выйти за него замуж, с деньгами или без, но он отказывается позволить ей разделить надвигающийся позор. Уходя, Джимми видит по часам на церкви, что часы Микина спешат. Брак заключён вовремя.

## В ролях
- Бастер Китон — Джимми Шеннон
- Т. Рой Барнс — партнёр [Билли Микин]
- Снитц Эдвардс — юрист
- Рут Дуайер — возлюбленная [Мэри Джонс]
- Фрэнсис Рэймонд — мать Мэри
- Эрвин Коннелли — священник
- Жюль Коулз — наёмный работник
- Джин Артур — администратор клуба (не указана в титрах)

## Производство

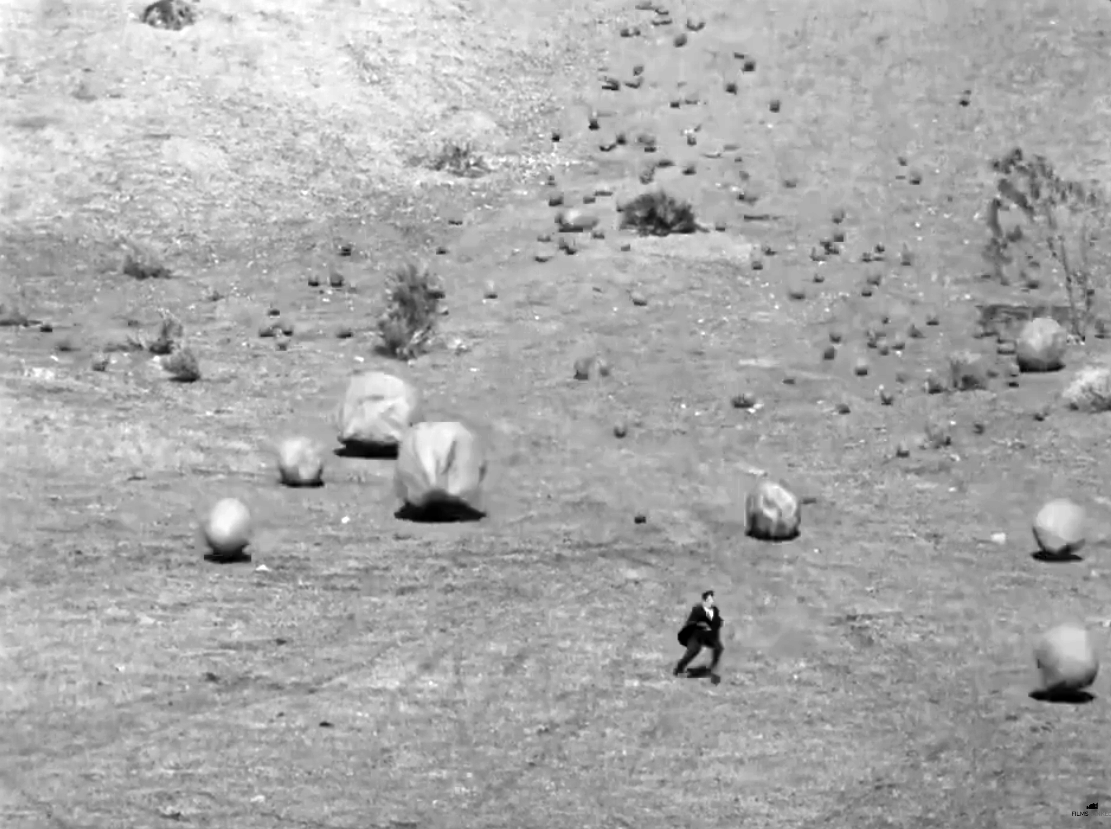
Сцена с камнепадом

Джозеф Шенк купил права на пьесу Роя Купера Мегрю «Семь шансов», считая, что она может стать хорошей основой для фильма либо Китона, либо Нормы, Констанс или Натали Толмадж. Спектакль имел огромный успех на Бродвее, и Скенк заплатил театральному режиссёру Джону Макдермотту 25 000 долларов, пообещав, что отдаст тому кресло режиссёра фильм. Но вместо этого Скэнк попросил снять фильм Китона. Китон ненавидел пьесу и называл её глупым фарсом, но из-за финансовых обязательств перед Скэнком вынужден был снимать фильм, чтобы погасить долг.
Съёмки начались в январе 1925 года. Китон намеревался закончить картину на сцене преследования невестами, хотя считал концовку неудачной, но не мог придумать ничего лучше. Однако во время предпросмотра аудитория громче всего смеялась, когда персонаж Китона случайно выбил камень, который ударил два других, отправив их вниз вслед за бегущим героем. Китон использовал 150 «камней» из папье-маше и проволочной сетки разного размера, из которых самые большие достигали 2,4 м. В результате получилась одна из самых запоминающихся сцен в фильмах Китона. Ему самому фильм не понравился, но сцену он посчитал находкой, спасшую проект. На роль одной из семи девушек в клубе Китон, в качестве дружеского жеста, пригласил Дорис Дин, невесту Роско Арбакла.

## Оценки

### Критика

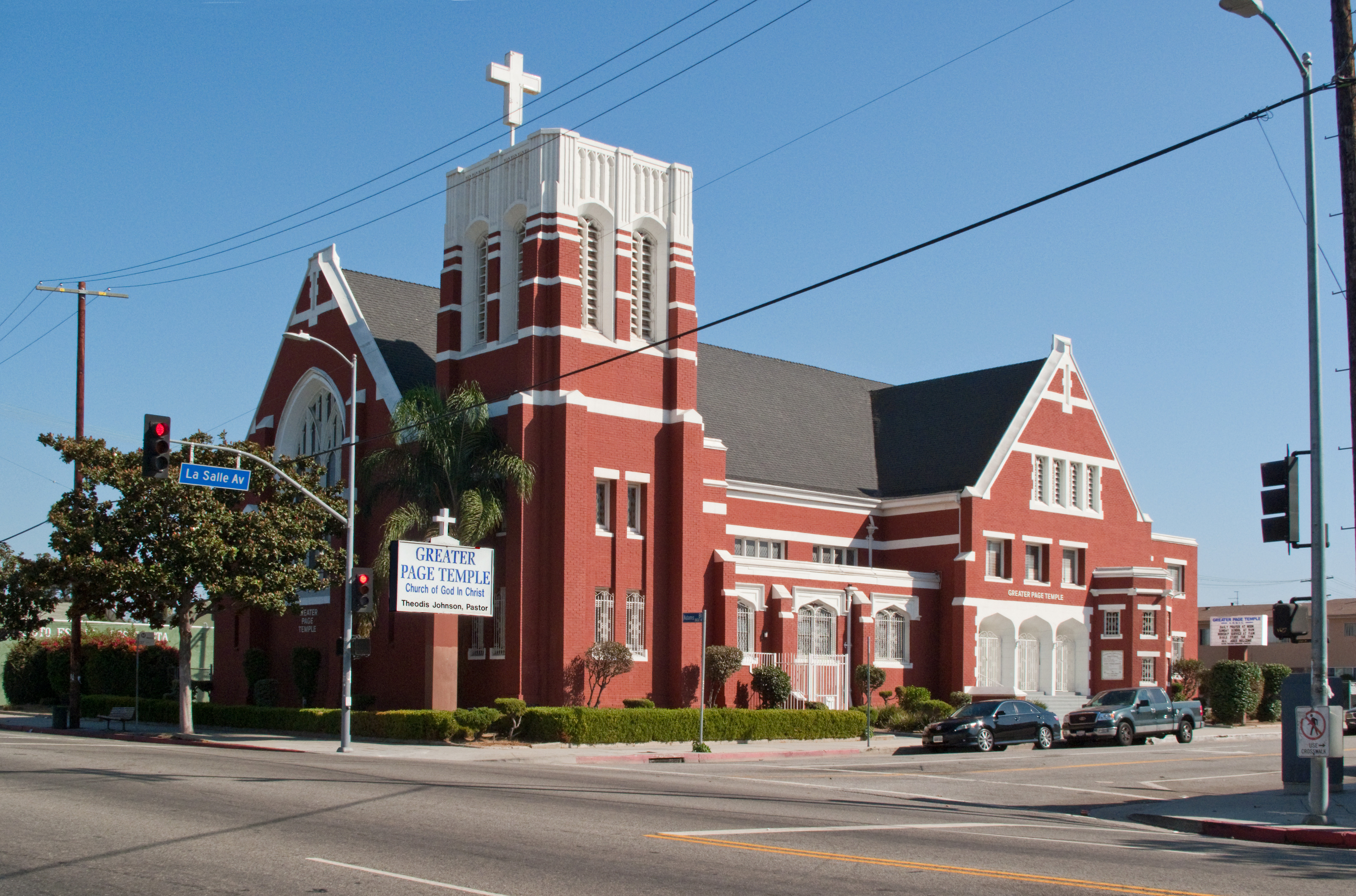
Церковь, где снимался фильм «Семь шансов»

Фильм оказался кассовым успехом Китона, собрав в США 598 288 долларов.
После выхода в прокат кинокритик The New York Times Мордаунт Холл дал фильму смешанную оценку, написав: «После просмотра последней комедии Бастера Китона „Семь шансов“ можно с полным основанием предположить, что в комедиях наступил упадок… потребовалось объединить усилия трёх опытных комедиантов, чтобы превратить сценический успех в экранный материал. Результат укрепляет веру в старую пословицу о слишком большом количестве поваров, поскольку, хотя есть немало хороших поворотов, некоторые из них были сделаны в спешке. Идеи не успели созреть и поэтому предстают перед публикой в довольно кислом состоянии».
Кинокритику Деннису Шварцу фильм понравился, он писал: «Менее амбициозная, но, тем не менее, веселая комедия Бастера Китона. Появившаяся из пьесы Дэвида Беласко и превращённая в фильм командой сценаристов. Этот второстепенный фильм основан на одной шутке, но в нём присутствует одна из величайших сцен погони за всю историю. Китон доказывает, что является мастером нагнетании комичного, пока не будет достигнут предел».
Журнал Time Out London дал фильму положительную оценку. рецензент писал: «Менее амбициозный и менее озабоченный пластическими ценностями, чем лучшие работы Китона, это, тем не менее, комедия с великолепно поставленной хореографией, в которой Бастеру даны считанные часы, чтобы обзавестись женой, от наличия которой зависит получение миллионного наследства… С этого неторопливого начала фильм переходит в фантастически продуманную, восхитительно изобретательную сцену погони, в которой Бастер спасается от толпы преследующих его ведьм, чтобы оказаться под нарастающей лавиной камней… Добавленный только после предварительного просмотра, камнепад оказался одной из величайших шуток Китона».

### Награды
- Британский института кино: приз Сазерленда — особое упоминание, Бастер Китон, 1966

## Ремейки
Сюжет фильма был использован несколько раз, в частности, трио Три балбеса дважды повторили его в фильмах Brideless Groom (сценарий написан Клайдом Бракманом, участвовавшим в создании «Семи шансов») и Husbands Beware; в французской комедии Le Soupirant (1962) Пьера Этекса; в фильме «Холостяк» (1999) с Крисом О’Доннеллом и Рене Зеллвегер в главных ролях.
Международное общество Бастера Китона воссоздало свадебный забег из фильма «Семь шансов» на улицах Маскигона, штат Мичиган, во время съезда 2010 года.

## Комментарии
1. ↑  Имеется ввиду пословица „too many cooks spoil the broth“, букв. „слишком много поворов портят бульон“, что близко к „у семи нянек дитя без глазу“.